# دوناكونا (كيبك)
دوناكونا (بالإنجليزية: Donnacona, Quebec)‏ هي بلدة و بلدية محلية في كيبيك تقع في كندا في Portneuf Regional County Municipality. يقدر عدد سكانها بـ 6,283 نسمة ومساحتها 37.30 كم2 .

## أعلام
- إيدي غودن
- روجر برتراند